# Dasodis
Dasodis is een geslacht van vlinders van de familie bladrollers (Tortricidae), uit de onderfamilie Olethreutinae.

## Soorten
- D. cladographa Diakonoff, 1983
- D. microphthora (Meyrick, 1936)
- D. rimosa (Meyrick, 1921)